# Ислам в Лесото
Ислам в Лесото одна из немногочисленных религий. По информации сайта Adherents.com, в 2000 году мусульманское население Лесото составляло около 1000 человек, или 0,05 % от общей численности населения Лесото. По данным Ахмадийского общества, в стране проживает 350 членов этого общества.